# Prix Goncourt 2018
Le Prix Goncourt 2018 a été attribué le mercredi 7 novembre 2018 à Nicolas Mathieu pour son livre Leurs enfants après eux publié chez Actes Sud.

## Sélections

### 1resélection
| Auteur                  | Ouvrage                               | Éditeur            |
| ----------------------- | ------------------------------------- | ------------------ |
| Meryem Alaoui           | La vérité sort de la bouche du cheval | Gallimard          |
| Inès Bayard             | Le malheur du bas                     | Albin Michel       |
| Guy Boley               | Quand Dieu boxait en amateur          | Grasset            |
| Pauline Delabroy-Allard | Ça raconte Sarah                      | Éditions de Minuit |
| Adeline Dieudonné       | La vraie vie                          | L’Iconoclaste      |
| David Diop              | Frère d'âme                           | Seuil              |
| Clara Dupont-Monod      | La révolte                            | Stock              |
| Eric Fottorino          | Dix-sept ans                          | Gallimard          |
| Paul Greveillac         | Maîtres et esclaves                   | Gallimard          |
| Nicolas Mathieu         | Leurs enfants après eux               | Actes Sud          |
| Gilles Martin-Chauffier | L’Ère des suspects                    | Grasset            |
| Tobie Nathan            | L’évangile selon Youri                | Stock              |
| Daniel Picouly          | Quatre-vingt-dix secondes             | Albin Michel       |
| Thomas B. Reverdy       | L'Hiver du mécontentement             | Flammarion         |
| François Vallejo        | Hôtel Waldheim                        | Viviane Hamy       |

### 2esélection
| Auteur                  | Ouvrage                   | Éditeur            |
| ----------------------- | ------------------------- | ------------------ |
| Pauline Delabroy-Allard | Ça raconte Sarah          | Éditions de Minuit |
| David Diop              | Frère d'âme               | Seuil              |
| Paul Greveillac         | Maîtres et esclaves       | Gallimard          |
| Nicolas Mathieu         | Leurs enfants après eux   | Actes Sud          |
| Tobie Nathan            | L’évangile selon Youri    | Stock              |
| Daniel Picouly          | Quatre-vingt-dix secondes | Albin Michel       |
| Thomas B. Reverdy       | L'Hiver du mécontentement | Flammarion         |
| François Vallejo        | Hôtel Waldheim            | Viviane Hamy       |

### 3esélection
La 3e sélection est dévoilée le 30 octobre 2018.
| Auteur            | Ouvrage                   | Éditeur    |
| ----------------- | ------------------------- | ---------- |
| David Diop        | Frère d’âme               | Seuil      |
| Paul Greveillac   | Maîtres et esclaves       | Gallimard  |
| Nicolas Mathieu   | Leurs enfants après eux   | Actes Sud  |
| Thomas B. Reverdy | L'Hiver du mécontentement | Flammarion |

## Synthèse
| Auteur                  | Ouvrage                               | Éditeur            | 2e sélection | 3e sélection | Récipiendaire |
| ----------------------- | ------------------------------------- | ------------------ | ------------ | ------------ | ------------- |
| Meryem Alaoui           | La vérité sort de la bouche du cheval | Gallimard          |              |              |               |
| Inès Bayard             | Le malheur du bas                     | Albin Michel       |              |              |               |
| Guy Boley               | Quand Dieu boxait en amateur          | Grasset            |              |              |               |
| Pauline Delabroy-Allard | Ça raconte Sarah                      | Éditions de Minuit | oui          |              |               |
| Adeline Dieudonné       | La vraie vie                          | L’Iconoclaste      |              |              |               |
| David Diop              | Frère d'âme                           | Seuil              | oui          | oui          |               |
| Clara Dupont-Monod      | La révolte                            | Stock              |              |              |               |
| Eric Fottorino          | Dix-sept ans                          | Gallimard          |              |              |               |
| Paul Greveillac         | Maîtres et Esclaves                   | Gallimard          | oui          | oui          |               |
| Nicolas Mathieu         | Leurs enfants après eux               | Actes Sud          | oui          | oui          | oui           |
| Gilles Martin-Chauffier | L’Ère des suspects                    | Grasset            |              |              |               |
| Tobie Nathan            | L’évangile selon Youri                | Stock              | oui          |              |               |
| Daniel Picouly          | Quatre-vingt-dix secondes             | Albin Michel       | oui          |              |               |
| Thomas B. Reverdy       | L'Hiver du mécontentement             | Flammarion         | oui          | oui          |               |
| François Vallejo        | Hôtel Waldheim                        | Viviane Hamy       | oui          |              |               |